# Viktor Hald Thorup
Viktor Hald Thorup (ur. 14 sierpnia 1994 w Slagelse) – duński łyżwiarz szybki.
Mieszka w duńskiej miejscowości Sorø, gdzie studiuje na University College Sjaelland. Jego trenerem jest były duński sportowiec Jesper Carlson. Jak sam twierdzi, najbardziej motywująco na rozwój jego kariery wpłynął były trener Jens Normark. Jego idolem jest norweski łyżwiarz szybki Håvard Bøkko. Zna cztery języki: duński, angielski, niemiecki i francuski. Oprócz uprawiania sportu jest właścicielem (wspólnie z byłym zawodnikiem jazdy na rolkach Magnusem Aspingiem) firmy TopSkate, sprzedającej sprzęt i ubrania do jazdy na rolkach.

## Kariera
Przygodę ze sportem Thorup zaczął jako dziecko od jazdy na rolkach. Był zaangażowany w to przez wiele lat, zdobył nawet 3. miejsce na mistrzostwach Europy U16 w sztafecie, ale w międzyczasie bardziej spodobał mu się pomysł lepszego ścigania się z czasem na lodzie. W 2012 roku podjął się łyżwiarstwa szybkiego, po tym jak został zaproszony do udziału w młodzieżowym obozie narodowym w Inzell, w Niemczech.
W wieku 15 lat przeprowadził się do Tuluzy, we Francji, gdzie mieszkał z rodziną i rozpoczął tam szkolenie z mistrzem świata w jeździe na rolkach Pascalem Briandem. Ukończył tam studia w 2012 roku.
Od tego czasu zaczął zawodowo uprawiać łyżwiarstwo szybkie. Po raz pierwszy na arenie międzynarodowej Duńczyk pojawił się podczas Pucharu Świata w niemieckim Inzell w 2013 roku, gdzie zajął ostatnie, 18. miejsce w grupie B w starcie masowym. Pierwszy start na imprezie mistrzowskiej zaliczył kilkanaście dni później, biorąc udział mistrzostwach świata juniorów we włoskim Collalbo, gdzie jego najlepszym wynikiem było 6. miejsce na 5000 m. W 2014 roku zajął 3. miejsce w klasyfikacji końcowej startu masowego w Pucharze Świata juniorów, zdobywając po drodze 3. miejsce w zawodach startu masowego w norweskim Bjugn. W tym samym roku był też 7. na mistrzostwach świata juniorów na dystansie 5000 m. Rok później, podczas mistrzostw świata w wieloboju w kanadyjskim Calgary, na dystansie 5000 m, pobił upragniony rekord Danii wynikiem 6.22,37 min. W 2016 roku zajął najlepsze jak do tej pory miejsce w Pucharze Świata w łyżwiarstwie szybkim. W amerykańskim Salt Lake City wywalczył 5. miejsce w starcie masowym.
Pod koniec 2016 r. został odbiorcą stypendium olimpijskiego Federacji Sportowej Danii, dla sportowców, którzy wykazali potencjał zakwalifikowania się do Zimowych Igrzysk Olimpijskich w 2018 roku. Następnie otrzymał dodatkowe wsparcie finansowe od Team Denmark i Danish Skate Union w czerwcu 2017 roku. Jego celem na te igrzyska było zakończenie rywalizacji w starcie masowym w pierwszej piątce. Jak się później okazało spełnił swoje marzenie zajmując właśnie tę lokatę. Jednocześnie był to też najlepszy wynik Danii na tych igrzyskach.